# Gegants del Raval
Els Gegants del Raval són dos gegants, en Ramon i la Lola, que representen una parella de la classe treballadora del barri, vestits amb roba de fer feina, tots dos amb davantal. Són considerats els primers gegants de Ciutat Vella de Barcelona fruit de la nova etapa gegantera, l'etapa que va començar amb la revifada de la cultura popular que arribà amb la fi del Franquisme.
Els Gegants del Raval van néixer per iniciativa dels membres de la comissió de festes del carrer d'en Guifré, que trobaven a faltar una figura representativa de les festes del barri. Per això, l'any 1985 compraren un capgròs a la botiga barcelonina El Ingenio. Els veïns mateix feren el cos, el cavallet i el vestit de la nova geganta, que anomenaren Lola per la semblança amb una veïna del carrer, carnissera del mercat del Ninot. La Lola s'estrenà el mes d'agost d'aquell mateix any.
L'any següent, i seguint els mateixos passos, van fer una parella per a la geganta, el senyor Ramon, figura que recorda un botiguer ben popular del carrer d'en Guifré. El gegant es presentà el setembre del 1986 i pocs dies després la parella va sortir per primera vegada, a les festes de la Mercè. Des de llavors, no hi ha faltat mai, ni tampoc a les festes de Santa Eulàlia.
Els Gegants del Raval ben aviat es vincularen al barri de Sant Just i des d'aleshores cada mes de juny són els protagonistes de les festes que s'hi fan. Fins al punt que, dins els actes de celebració d'aquesta festivitat, l'any 2000 la Lola i en Ramon es casaren.
En aquella època també ampliaren la família. Adoptaren una nena òrfena de la casa de beneficència de Santa Joaquima Vedruna: la gegantona Quimeta Àngels, construïda per Toni Mujal, que representa una nena vestida de col·legiala. Avui és molt habitual de veure'ls tots tres junts, i tot sovint acompanyats també del nan Manolito, la figura més recent del barri.
L'Associació d'Amics dels Gegants Ramon i Lola és l'encarregada del manteniment dels gegants. I, des de l'any 2004, és una còpia de la parella que es passeja pels carrers de la ciutat.
- La gegantona
Quimeta Àngels
- El nan
Manolito